# تایرا نو تادانوری
تایرا نو تادانوری (به ژاپنی: 平 忠度 Taira no Tadanori); ۱ ژانویهٔ ۱۱۴۴ – ۲۰ مارس ۱۱۸۴) برادر تایرا نو کیوموری، شاعر و سامورایی اهل ژاپن بود.